# Stubbe – Von Fall zu Fall: Stubbe und das Kind
Stubbe und das Kind ist ein deutscher Fernsehfilm von Christa Mühl aus dem Jahr 1996. Es handelt sich um den siebten Filmbeitrag der ZDF-Kriminalfilmreihe Stubbe – Von Fall zu Fall mit Wolfgang Stumph in der Titelrolle.

## Handlung
Kommissar Wilfried Stubbe wird von seinem Vorgesetzten Martin Gessler an einem Sonntag zu Hause aufgesucht, weil er ihm einen brisanten Auftrag erteilen muss, der keinen Aufschub duldet. Die kleine Enkelin eines Hamburger Unternehmers und ehemaligen Senators wird vermisst. Da keine Lösegeldforderung eingegangen ist, verdächtigt die geschiedene Kerstin Döring den Vater des Kindes der Entführung. Harald Döring ist derzeit verschwunden und wird von der Familie als unberechenbar beschrieben. Stubbe setzt sofort alles daran, eine Spur des Kindes zu finden. Diese führt ihn nach Spanien, wo sich Döring seit einiger Zeit aufhält und für ein Anlagebüro arbeitet. Stubbe arbeitet nun mit einem spanischen Kollegen Juan Fernandez zusammen, der ihm hilft Dörings Spuren zu folgen.
Derweil wird im Hamburger Hafen ein Auto aus dem Wasser geborgen, das sehr wahrscheinlich für Majas Entführung benutzt wurde. Zimmermann sieht dies als Indiz dafür an, dass das Kind in Deutschland ist und Döring nicht dafür verantwortlich zeichnet. Dieser wird von der spanischen Polizei vorgeladen und davon unterrichtet, dass seine Tochter verschwunden ist. Daraufhin reist Döring umgehend nach Hamburg und kontaktiert seine Exfrau. Diese zeigt echte Verzweiflung, weil sie nun mit dem Schlimmsten rechnen muss, da ihr Mann sie anscheinend nicht entführt hat.
Fingerabdrücke in dem gefundenen Auto führen Zimmermann zu Olaf Braun, einem Autohändler, der der Polizei auch als Autodieb bekannt ist. Da man in seiner Werkstatt Kinderpornos findet, wird er festgenommen. Er leugnet, etwas mit einer Kindesentführung zu tun zu haben, und auch Stubbe hat Zweifel an Brauns Schuld. Deshalb zieht er Erkundigungen in dessen Umfeld ein, was Braun jedoch nicht entlastet. Zu seiner Verteidigung gibt er an, dass er den Wagen gestohlen hätte, aber noch in der gleichen Nacht bei ihm eingebrochen worden sei und genau dieser Wagen entwendet wurde. Stubbe überprüft dies und kann tatsächlich Einbruchsspuren in Brauns Werkstatt feststellen. Er ist sich sicher, dass Döring diese falschen Spuren gelegt hat, um von sich abzulenken. Zimmermann ist wie so oft anderer Meinung und deshalb streitet er sich mit Stubbe, woraufhin dieser den Fall abgibt und um Urlaub bittet. Erneut reist er nach Andalusien und nimmt auch seine Caroline mit. Über das Anlagebüro lernt Stubbe Dörings Kollegin Johanna Borchert kennen, die das Ehepaar zu sich einlädt. Hier wird den beiden schnell klar, dass sie in die Kreise einer Sekte geraten sind und Johanna Borchert auf sie sehr unheimlich wirkt. Die dort lebenden Kinder sollen unter ihrer Führung zu einer geistigen Elite ausgebildet werden. Stubbe entdeckt in diesem „Kinderparadies“ tatsächlich die kleine Maja. Mit Hilfe der spanischen Kollegen befreit er sie und bringt sie zurück nach Hamburg.

## Hintergrund
Der Film wurde in Hamburg und Umgebung gedreht und am 21. Dezember 1996 um 20:15 Uhr im ZDF erstausgestrahlt. Er erschien unter dem Titel Stubbe – Von Fall zu Fall/Folge 1–10 mit neun weiteren Fällen auf DVD.

## Kritik
Für die Kritiker der Fernsehzeitschrift TV Spielfilm war Stubbe und das Kind „einer der raffinierteren ‚Stubbe‘-Fälle“; sie vergaben dem siebten Stubbe-Fall ihre bestmögliche Wertung, indem sie mit dem Daumen nach oben zeigten.